# Светлячки (село)
Светлячки́ (до 1945 года Опу́к; укр. Світлячки, крымскотат. Opuk, Опук) — исчезнувшее село в Ленинском районе Республики Крым, располагавшееся на юге района и Керченского полуострова, на мысе Опук, у восточного подножия одноимённой горы.

## История
Первое документальное упоминание села встречается в Камеральном Описании Крыма… 1784 года, судя по которому, в последний период Крымского ханства Упяк входил в Дин Керченский кадылык Кефинского каймаканства.
После присоединения Крыма к России (8) 19 апреля 1783 года, (8) 19 февраля 1784 года, именным указом Екатерины II сенату, на территории бывшего Крымского Ханства была образована Таврическая область и деревня была приписана к Левкопольскому, а после ликвидации в 1787 году Левкопольского — к Феодосийскому уезду Таврической области. После Павловских реформ, с 1796 по 1802 год, входила в Акмечетский уезд Новороссийской губернии. По новому административному делению, после создания 8 (20) октября 1802 года Таврической губернии, Опук был включён в состав Акмозской волости Феодосийского уезда.
По Ведомости о числе селений, названиях оных, в них дворов… состоящих в Феодосийском уезде от 14 октября 1805 года , в деревне Опук числилось 8 дворов и 57 жителей. На военно-топографической карте генерал-майора Мухина 1817 года деревня Опук обозначена с 10 дворами. После реформы волостного деления 1829 года Опук, согласно «Ведомости о казённых волостях Таврической губернии 1829 года», отнесли к Чурубашской волости (переименованной из Аккозской). На карте 1836 года в деревне 12 дворов. Затем, видимо, в результате эмиграции крымских татар, деревня заметно опустела и на карте 1842 года Опук обозначен условным знаком «малая деревня», то есть, менее 5 дворов.
В 1860-х годах, после земской реформы Александра II, деревню приписали к Сарайминской волости. Согласно «Списку населённых мест Таврической губернии по сведениям 1864 года», составленному по результатам VIII ревизии 1864 года, Опук — общинная татарская деревня с 21 двором, 79 жителями и мечетью на берегу моря. По обследованиям профессора А. Н. Козловского начала 1860-х годов, в селении «имеется хорошая пресная вода» в колодцах глубиной 1—5 саженей (от 2 до 10 м). Также имелись ауты, которые с наступлением лета высыхали (Аут — небольшой пруд в степном Крыму, наполнявшийся дождевой и талой водой). На трёхверстовой карте Шуберта 1865—1876 года в деревне Опук обозначен 21 двор. По «Памятной книге Таврической губернии 1889 „, по результатам Х ревизии 1887 года, в деревне Опук числилось 32 дворов и 175 жителей. По “…Памятной книжке Таврической губернии на 1892 год» в Опуке, входившем в Сарайминское сельское общество, числилось 20 жителей в 3 домохозяйствах, а в безземельном Опуке, не входившем в сельское общество — 171 житель, домохозяйств не имеющий. На верстовой карте Крыма 1896 года в селении обозначено 40 дворов с татарским населением и мечеть. По «…Памятной книжке Таврической губернии на 1902 год» в деревне Опук, входившей в Сарайминское сельское общество, числилось 168 жителей в 3 домохозяйствах. По Статистическому справочнику Таврической губернии. Ч.II-я. Статистический очерк, выпуск пятый Феодосийский уезд, 1915 год, в деревне Опук (вакуф) Сарайминской волости Феодосийского уезда числился 51 двор (все дворы безземельные) с татарским населением в количестве 68 человек приписных жителей и 183 «посторонних», из которых 140 мужчин и 111 женщин. Жители землёй не владели, на вакуфе числилось 992 [[Десятина (мера площади)|десятины] удобной земли. В хозяйствах имелось 115 лошадей, 32 вола, 50 коров и 417 голов овец, свиней, или коз.
После установления в Крыму Советской власти, по постановлению Крымревкома, 25 декабря 1920 года из Феодосийского уезда был выделен Керченский (степной) уезд, а, постановлением ревкома № 206 «Об изменении административных границ» от 8 января 1921 года была упразднена волостная система и в составе Керченского уезда был создан Керченский район в который вошло село (в 1922 году уезды получили название округов. 11 октября 1923 года, согласно постановлению ВЦИК, в административное деление Крымской АССР были внесены изменения, в результате которых округа были отменены и основной административной единицей стал Керченский район в который вошло село. Согласно Списку населённых пунктов Крымской АССР по Всесоюзной переписи 17 декабря 1926 года, в селе Опук, Марьевского сельсовета Керченского района, числилось 49 дворов, все крестьянские, население составляло 213 человек, все татары, действовала татарская школа I ступени (пятилетка). Постановлением ВЦИК «О реорганизации сети районов Крымской АССР» от 30 октября 1930 года (по другим сведениям 15 сентября 1931 года) Керченский район упразднили и село включили в состав Ленинского, а, с образованием в 1935 году Маяк-Салынского района (переименованного 14 декабря 1944 года в Приморский) — в состав нового района. Видимо, в ходе той же реорганизации, был образован Опукский сельсовет, поскольку на 1940 год он уже существовал. По данным всесоюзной переписи населения 1939 года в селе проживало 253 человека. На подробной карте РККА Керченского полуострова 1941 года в селении отмечено 49 дворов.
В годы Великой Отечественной войны 12 жителей Опука пали в боях с захватчиками — об этом извещает надпись на памятном знаке в честь погибших воинов-односельчан, установленном в центре сельского поселения Марьевке.
В 1944 году, после освобождения Крыма от фашистов, согласно постановлению ГКО № 5859 от 11 мая 1944 года, 18 мая крымские татары были депортированы в Среднюю Азию. Указом Президиума Верховного Совета РСФСР от 21 августа 1945 года Опук был переименован в Светлячки и Опукский сельсовет — в Светлячковский. С 25 июня 1946 года селение в составе Крымской области РСФСР. Исключено из учётных данных в 1952 году, судя по доступным источникам, в связи с организацией Керченского полигона.

### Динамика численности населения
| - 1805 год — 57 чел. - 1864 год — 79 чел. - 1889 год — 175 чел. - 1892 год — 191 чел. | - 1902 год — 168 чел. - 1915 год — 68/183 чел. - 1926 год — 213 чел. - 1939 год — 253 чел. |